# Tim Breacker
Tim Breacker (Bicester, 2 juli 1965) is een Engels voormalig voetballer die als rechtsachter speelde.

## Clubcarrière
Tim Breacker was de vaste rechtsachter van West Ham United van 1990 tot 1999, de eerste periode van de club in de Premier League onder Billy Bonds en Harry Redknapp. Vanaf het seizoen 1993/1994 was hij actief in de Premier League, nog maar de tweede jaargang van de commerciële Engelse hoogste voetbalklasse. Ook speelde hij voor Luton Town en Queens Park Rangers. Breacker beëindigde zijn loopbaan op 35-jarige leeftijd in 2001.

## Trainerscarrière
Vanaf 2016 was hij aan de slag bij de noodlijdende League One-club Bolton Wanderers, eerst als assistent-trainer. Hij is inmiddels in dienst als hoofdscout. In april 2019 maakte men bekend dat verschillende personeelsleden, waaronder Breacker, achterstallig werden betaald. Bolton Wanderers kampt al enige tijd met financiële problemen.